# 哈里根山
66°19′S 110°29′E / 66.317°S 110.483°E
哈里根山是南極洲的山峰，位於威爾克斯地的米歇爾半島西北部，處於風車行動群島的鴿子島以東，根據美國海軍拍攝的空中照片被繪入地圖，以氣象學家命名。